# Samuel ben Israel Abranel Soeiro
Samuel ben Israel Abranel Soeiro (Hebreeuws: בן ישראל, שמואל אברבנאל בן מנשה) (1625 – 1657, joodse jaartelling 5385/5386 - 5418), was een zeventiende-eeuwse Amsterdamse arts, boekhandelaar, uitgever en drukker. Zijn naam wordt ook wel gespeld als ‘Soeyro’ en ‘Suoeiro’.

## Levensloop
Soeiro was de zoon van rabbijn, geleerde, schrijver, arts en diplomaat Menasseh Ben Israel. Menasseh was van Portugees-joodse afkomst, maar vluchtte aan het begin van de zeventiende eeuw als gevolg van de Inquisitie naar de Nederlandse Republiek met zijn vrouw Rachel Soeiro. In 1625 werd Soeiro, één van de drie kinderen van het echtpaar, vermoedelijk in Amsterdam geboren.
Soeiro was in het bezit van een diploma geneeskunde van Universiteit van Oxford. Hij zal daar echter niet gestudeerd hebben, aangezien dat indertijd voor joden verboden was. Het was echter wel mogelijk een diploma te verkrijgen op basis van elders opgedane kennis, of om volleerd arts te zijn zonder universitaire opleiding. In ieder geval was Soeiro tijdens zijn leven net als zijn vader werkzaam als arts en staat op zijn grafsteen “Dokter Semuel”.
Soeiro overleed twee jaar voor zijn vader, in 1657. Menasseh bracht het lijk van Soeiro naar Middelburg, de toenmalige woonplaats van Menasseh, waar hij werd begraven op de Sefardische begraafplaats aan de Jodengang. Zijn grafsteen is daar nog te vinden. In 1911 kwam de begraafplaats onder de interesse van Engelse joden die aandacht van Engelse joden die Soeiro’s vader als de grondlegger van het Jodendom in hun land zagen. Als eerbetoon aan de zoon van Menasseh werd op hun initiatief en kosten de begraafplaats, die in verval was geraakt, gerestaureerd.

## Drukkerij
Soeiro’s vader Menasseh richtte in 1626 een Hebreeuwse drukkerij op in Amsterdam, aan de Jodenbreestraat. Hoewel waarschijnlijk niet de eerste Hebreeuwse drukkerij in Amsterdam, was dit wel de eerste succesvolle en wordt deze veelal als grondlegger van de joodse boekdrukkunst in Amsterdam beschouwd. In 1648 nam Soeiro de drukkerij van zijn vader over, waarna hij nog vier jaar actief was als drukker. Zijn drukkersmerk was een ovaal omrande illustratie van een pelgrim met een staf in de hand, op weg naar een stad in de bergen.

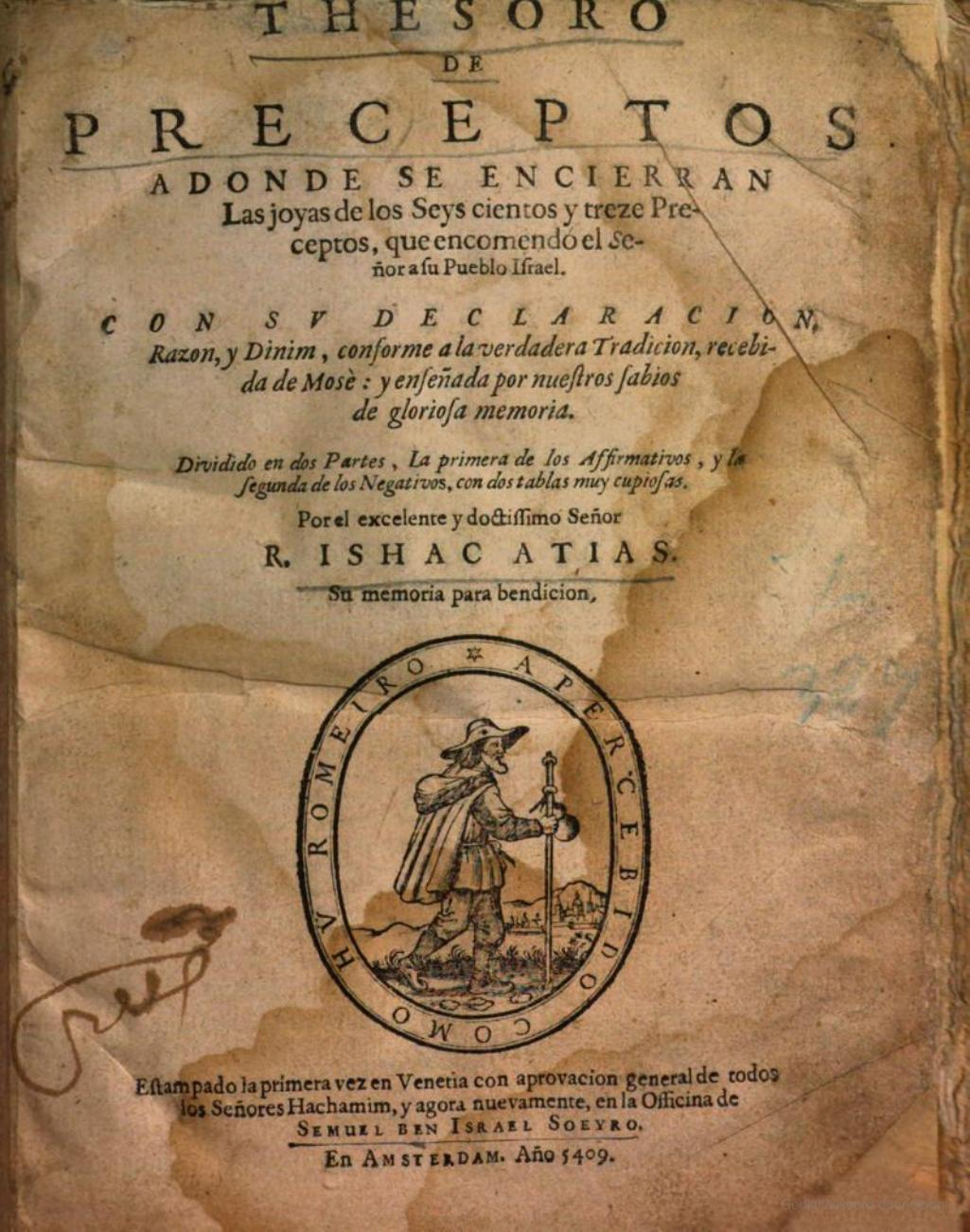
Titelblad van Theosouro de preceptos adonde se encierran uit 1649, voorzien van Soeiro's drukkersmerk.

Waarschijnlijk mede als gevolg van Soeiro’s relatief korte carrière als drukker, zijn er slechts enkele werken (in het Portugees) bekend die onder zijn naam zijn uitgegeven, waaronder diverse werken van Menasseh Ben Israel:
- Thesouro de preceptos adonde se encierran las joyas de los seys cientos y treze preceptos, que encomendo el señor a su Publo Israel
- Athias, Ishac,Thesoro de preceptos (1649).[4]
- Ben Israel, Menasseh, Parte segunda de Los cinco aivnos del año (1650).
- Ben Israel, Menasseh, Mahzor de las oraciones del an̄o (1650).
- Ben Israel, Menasseh, Miqweh Yisra'el esto es, Esperança de Israel (1650).
- Ben Israel, Menasseh, Tercera parte del Conciliador (1650).